# Cheilotrichia fuscostigmata
Cheilotrichia fuscostigmata är en tvåvingeart som beskrevs av Alexander 1970. Cheilotrichia fuscostigmata ingår i släktet Cheilotrichia och familjen småharkrankar. Inga underarter finns listade i Catalogue of Life.